# Micropterix emiliensis
Micropterix emiliensis là một loài bướm đêm thuộc họ Micropterigidae. Nó được Viette mô tả năm 1950. Nó được tìm thấy ở Ý.